# Unité urbaine de Coutras
L'unité urbaine de Coutras est une unité urbaine française centrée sur la ville de Coutras  département de la Gironde.

## Données globales
En 2010, selon l'Insee, l'unité urbaine de Coutras est composée de trois communes, toutes situées dans l'arrondissement de Libourne, subdivision administrative du département de la Gironde.

## Délimitation de l'unité urbaine de 2010
Liste des communes appartenant à l'unité urbaine de Coutras selon la délimitation de 2010 et sa population municipale.
| Nom                         | Code Insee | Statut | Superficie (km2) | Population (dernière pop. légale) | Densité (hab./km2) |
| --------------------------- | ---------- | ------ | ---------------- | --------------------------------- | ------------------ |
| Coutras                     | 33138      |        | 33,69            | 8 695 (2022)                      | 258                |
| Les Églisottes-et-Chalaures | 33154      |        | 17,16            | 2 172 (2022)                      | 127                |
| Les Peintures               | 33315      |        | 13,13            | 1 633 (2022)                      | 124                |

## Évolution démographique
L'évolution démographique ci-dessous concerne l'unité urbaine de Coutras délimitée selon le périmètre de 2010.
| 1968  | 1975  | 1982  | 1990  | 1999   | 2009   | 2014   | 2016   | 2021   |
| ----- | ----- | ----- | ----- | ------ | ------ | ------ | ------ | ------ |
| 8 850 | 8 924 | 9 222 | 9 538 | 10 083 | 11 651 | 12 153 | 12 331 | 12 462 |